# 2014年阿富汗总统选举
2014年阿富汗总统选举在2014年4月5日举行。现任总统哈米德·卡尔扎伊已连任两届，根据阿法律，卡尔扎伊不能参加此次竞选。2013年9月16日至10月6日开始登记总统选举候选人资格，此次共有27名候选人参加选举。然而，在10月22日阿富汗独立选举委员会剔除其中16名候选人资格，而剩下11人竞选。观察家认为，主要的竞争在两位前外长——阿卜杜拉·阿卜杜拉和扎尔迈·拉苏尔以及前财政部长阿什拉夫·加尼之间展开。
本次选举是阿富汗历史上首次民主权力交接。

## 背景
2013年7月17日，阿富汗议会正式通过新选举法。此选举法共16章80款。7月20日，总统卡尔扎伊签署新选举法案。法案的签署为2014年4月5日大选如期举行提供了法律保障。

## 候选人
一共有27名总统候选人在2013年10月6日期限前向独立选举委员会登记参加此次总统选举。10月22日，其中的16名因受教育水平、缺少档案等问题被取消候选人资格。
- 阿卜杜拉·阿卜杜拉, 前外交部长，阿富汗民族联盟领导人，2009年的总统候选人之一[12]
- 迪尔·阿加·科达马尼（Dil Agha Kohdamani）[13]
- 伊沙克·贾拉尼（Ishaq Gailani）[13]
- 阿什拉夫·加尼（Ashraf Ghani Ahmadzai），前财政部长[14]
- 哈什马特·加尼·艾哈迈德扎伊（英语：Hashmat Ghani Ahmadzai）[15]
- 库特卜丁·希拉勒（Qutbuddin Hilal）[13]
- 卡尤姆·卡尔扎伊（Quayum Karzai）, 哈米德·卡尔扎伊总统的哥哥，商人和政治家[3]
- 法兹尔·卡里姆·纳吉米（Fazil Karim Najmi）[16]
- 扎尔迈·拉苏尔（Zalmai Rassoul）, 前外交部长[2]
- 阿卜杜勒·拉苏尔·萨亚夫（Abdul Rasul Sayyaf）[16]
- 比斯米拉·谢尔（Bismillah Sher），Wefaq Millie Party领导人[16]
- 阿卜杜勒·拉希姆·瓦达克（Abdul Rahim Wardak），前国防部长[13]

2013年11月25日，独立选举委员会宣布了候选人名单:
1. 阿卜杜拉·阿卜杜拉
2. 默罕默德·达乌德·苏尔坦佐伊
3. 阿卜杜勒·拉希姆·瓦达克 - 退出
4. 卡尤姆·卡尔扎伊 - 退出并支持拉苏尔
5. 阿什拉夫·加尼
6. 塞达尔·默罕默德·纳迪尔·纳伊姆 - 退出并支持拉苏尔
7. 扎尔迈·拉苏尔
8. 库特卜丁·希拉勒
9. 古尔·阿加·谢尔扎伊
10. 阿卜杜勒·拉苏尔·萨亚夫
11. 希达亚特·阿明·阿尔萨拉

| 候选人                             | 竞选搭档                                                                   | 联合 | 职业                             | 政策范围               |
| ---------------------------------- | -------------------------------------------------------------------------- | --- | -------------------------------- | ---------------------- |
| 阿卜杜拉·阿卜杜拉 民族联盟         | 默罕默德·汗 伊斯兰党 穆罕默德·莫哈奇克 阿富汗人民伊斯兰统一党              | "阿富汗民族联盟" (民族阵线、伊斯兰党、NUPA) 支持者 (伊斯兰党、阿富汗人民伊斯兰统一党、尤努斯·卡努尼、阿塔·穆罕默德·努尔) | 政治家. 前外长.                  | 伊斯兰民主主义, 改革派 |
| 阿什拉夫·加尼 独立人士             | 阿卜杜勒·拉希德·杜斯塔姆 全国伊斯兰运动 萨尔瓦尔·达尼什 阿富汗伊斯兰统一党 | 无 支持者 (阿富汗民族、伊斯兰民族阵线、米利·尼加特党,NSPA, 伊斯玛仪派委员会)                                             | 政治家. 前财长.                  | 改革派 Pro-BSA         |
| 卡尤姆·卡尔扎伊 独立人士           | 瓦希杜拉·沙拉尼 独立 Ibrahim Qasmi 独立                                    | — | 政治家 & 商人.                   | 改革派 Pro-Western     |
| 阿卜杜勒·拉苏尔·萨亚夫 伊斯兰宣教  | 伊斯迈尔·汗 伊斯兰大会党 Abdul Wahab Urfan Erfan 独立                      | — | Politician.                      | Wahhabi Islamism       |
| 扎尔迈·拉苏尔 独立                 | 艾哈迈德·齐亚·马苏德 伊斯兰大会党 哈比巴·萨罗比 信任和正义党               | 无 支持者 (卡尤姆·卡尔扎伊, Hezb-e-Islami Shura Alliance)                                                                | 政治家. 前外长.                  | 中间派                 |
| 阿卜杜勒·拉希姆·瓦达克 独立        | Shah Abdul Ahad Afzali 独立 赛义德·侯赛因·安瓦里 伊斯兰运动                | — | 政治家. 前防长.                  |                        |
| 古尔·阿加·谢尔扎伊 独立            | Sayed Hussain Alimi Balkhi 独立 Mohammad Hashim Zare 独立                  | — | 政治家. 前楠格哈尔省长.          |                        |
| 库特卜丁·希拉勒 独立               | Enayatullah Enayat 独立 Mohammad Ali Nabizada 独立                         | 无 支持者 (Hezb-e Islami Gulbuddin)                                                                                      | 政治家. 前副总理.前伊斯兰党成员. | 伊斯兰保守派           |
| 塞达尔·默罕默德·纳迪尔·纳伊姆 独立 | Taj Mohammad Akbar 独立 Azizullah Puya 独立                                | — | 前国王秘书.                      |                        |
| 默罕默德·达乌德·苏尔坦佐伊 独立    | Ahmad Saeedi 独立 Kazima Mohaqiq 独立                                      | — | 政治家.                          |                        |
| 希达亚特·阿明·阿尔萨拉 独立        | Gen. Khudaidad 独立 Safia Seddiqi 独立                                     | — | 政治家, 经济学者, 前财长和外长.  | −                      |

## 过程
2014年4月5日，阿富汗独立选举委员会负责人艾哈迈德·优素福·努里斯塔尼在新闻发布会上称，参与周六当天大选投票的选民逾700万，占合格选民人数的一半以上。约有350万选民在正午之前就已经投票，其中男性选民占64%，女性选民占36%。
此次大选的合格选民约为1350万人，估计投票率超过50%，比2009年大选的投票率有大幅攀升——当时投票率仅有三分之一。
大选初步结果将于4月24日宣布。观察家认为，没有一人能在首轮就获得50%的胜选选票，将在5月28日进入第二轮选举。

## 国际反应
为确保大选顺利进行，阿富汗出动自2001年塔利班倒台以来最强的一次军事安保力量。路透社消息称，超过35万名阿富汗军人参与到当日的安保队伍中，通往阿富汗首都喀布尔的道路5日中午已被封锁，在喀布尔与各城市的交界处还设有关卡和检查站。因塔利班曾在3月宣称，会尽一切力量破坏4月5日的阿富汗大选，在其活跃区域的坎大哈省也成为重点监护地区，政府方面已建议当地居民在大选当日不要出门。就在大选前日，美联社两位记者在投放选票的车队中遭到枪袭，导致一人身亡，一人伤势严重。
- 美国总统巴拉克·奥巴马对此次阿富汗总统选举表示欢迎。他说：“本次选举是阿富汗历史上首次民主权利交接。在美军和我们盟友的军队即将撤离阿富汗之际，总统选举时阿富汗人在对自己国家全面负责的道路上迈出的里程碑式的一步。选举对确保阿富汗拥有一个民主的未来和赢得国际社会的持续支持至关重要。”“我们期待与选举产生的新政府在相互尊重和相互负责的基础上继续发展伙伴关系。”[31]
- 欧盟外交事务与安全政策高级代表凯瑟琳·阿什顿在4月5日指出，今天举行的阿富汗大选时一个“历史性时刻”。她说，这是塔利班倒台后阿富汗举行的第三次选举，将有利于民主过渡进程。[32]
- 北约秘书长安诺斯·拉斯穆森称赞阿富汗周六举行的总统选举是个“历史时刻”，并赞扬阿富汗选民的“热情”和阿富汗安全部队的“杰出表现”。
- 联合国安理会赞赏阿富汗保安部队的表现，同时谴责了企图破坏总统选举的暴力袭击。
- 中国外交部发言人洪磊说，中方尊重阿富汗人民的选择，希望此次选举将成为阿富汗走向团结与稳定的新起点。

## 选举结果
大选初步结果将于4月24日宣布。观察家认为，没有一人能在首轮就获得50%的胜选选票，将在6月14日进入第二轮选举。
6月第二轮投票后，阿卜杜拉·阿卜杜拉在6月18日说，阿总统选举第二轮投票存在违规行为，独立选举委员会应该立即停止计票。其竞选团队随后切断了与独立选举委员会的联系。23日，独立选举委员会秘书长奥马赫因“一直遭到部分候选人的质疑”，为保证选举顺利而宣布辞职。28日，独立选举委员会以书面形式驳回阿卜杜拉关于处理选举舞弊的要求。期间美国国务卿约翰·克里曾为打破选举僵局两次到访阿富汗斡旋。
阿富汗独立选举委员会7月2日宣布，原定于当天公布的阿富汗总统选举第二轮投票初步结果推迟至7日公布。阿独立选举委员会主席努里斯塔尼在新闻发布会上说，该委员会将对全国约1930个投票点的选票进行核查。他同时呼吁总统候选人阿卜杜拉·阿卜杜拉尽快恢复与选举委员会的合作。
9月21日，加尼和阿卜杜拉在阿富汗总统府在现总统哈米德·卡尔扎伊见证下，签署一份分权协议。这份协议的主要内容包括由阿富汗国民议会在两年内修改宪法，讨论设置政府总理职位，总理将服务于总统；在宪法修改前，政府设立“政府长官”一职，作为政府部长间会议主席，将发挥总理作用，而内阁依旧由总统领导；在本次选举中得票率居第二位的候选人有权任命“政府长官”人选；总统和“政府长官”在安全、经济、独立机构领域以及国家安全委员会内有同等话语权。随后阿富汗独立选举委员会公布了总统选举结果，前财政部长阿什拉夫·加尼获胜，当选阿富汗总统。
| 候选人        | 候选人                                               | 代表政党    | 第一轮    | 第一轮 | 第二轮    | 第二轮 |
| 候选人        | 候选人                                               | 代表政党    | 选票      | %      | 选票      | %      |
| ------------- | ---------------------------------------------------- | ----------- | --------- | ------ | --------- | ------ |
|               | 阿什拉夫·加尼·艾哈迈扎伊                             | 独立人士    | 2,084,547 | 31.56  | 4,485,888 | 56.44  |
|               | 阿卜杜拉·阿卜杜拉                                    | 民族联盟    | 2,972,141 | 45.00  | 3,461,639 | 43.56  |
|               | 扎尔迈·拉苏尔                                        | 独立人士    | 750,997   | 11.37  |           |        |
|               | 阿卜杜勒·拉苏尔·萨亚夫 (Abdul Rasul Sayyaf)          | 伊斯兰宣教  | 465,207   | 7.04   |           |        |
|               | 库特卜丁·希拉勒 (Qutbuddin Hilal)                    | 独立人士    | 181,827   | 2.75   |           |        |
|               | 古尔·阿加·谢尔扎伊 (Gul Agha Sherzai)                | 独立人士    | 103,636   | 1.57   |           |        |
|               | 默罕默德·达乌德·苏尔坦佐伊 (Mohammad Daud Sultanzoy) | 独立人士    | 30,685    | 0.46   |           |        |
|               | 希达亚特·阿明·阿尔萨拉 (Hedayat Amin Arsala)         | 独立人士    | 15,506    | 0.23   |           |        |
| 无效/空白票   | 无效/空白票                                          | 无效/空白票 |           | –      |           | –      |
| 统计选票      | 统计选票                                             | 统计选票    | 6,604,546 | 100    | 7,947,527 | 100    |
| 登记/投票总数 |                                                      |             |           |        |           |        |
| 来源: IEC     |                                                      |             |           |        |           |        |